# Биричево (Усть-Алексеевский сельсовет)
Биричево — деревня в Великоустюгском районе Вологодской области.

## География
Входит в состав Усть-Алексеевского сельского поселения, с точки зрения административно-территориального деления — в Усть-Алексеевский сельсовет.
Расстояние по автодороге до областного центра Вологды — 282 км по трассам E115 и M8, районного центра Великого Устюга — 58 км, до центра муниципального образования Усть-Алексеево — 6 км. Ближайшие населённые пункты — Пожарово, Юшково, Антоново.

## История
В начале XVII века деревня носила три названия: Бородина, Биричево и Степурино. Относилась к числу «черных» деревень. С течением времени возобладало второе название Биричево. Восходит оно к мужскому личному имени-прозвищу Бирич, в основе которого лежит тюркское слово бирич — «должностное лицо, в обязанности которого входило объявлять различные указы и распоряжения, глашатай». Фамилия Биричевский — одна из распространенных в Великоустюгском районе.

## Население
По переписи 2002 года население — 66 человек (36 мужчин, 30 женщин). Преобладающая национальность — русские (98 %).

## Известные жители
В Биричево расположен дом — памятник архитектуры, в котором родился и жил Герой Советского Союза младший сержант Пётр Михайлович Норицын.